# Ricardo Ray
Ricardo „Richie“ Ray (* 15. Februar 1945 in Brooklyn Borough, New York; eigentlich Ricardo Maldonado Morales) ist ein US-amerikanisch puerto-ricanischer Pianist, Komponist und Bandleader.

## Werdegang
Ricardos Vater war der Gitarrist Pacífico Maldonado, womit ihm die Musik schon in die Wiege gelegt war. Mit sieben Jahren lernte er das Klavierspielen. Fünf Jahre später besuchte er das Brooklyn Conservatory of Music, dann die High School of Performing Arts und graduierte abschließend in einem Jahr an der Juilliard School of Music. 1963 formierte er mit 18 Jahren seine eigene Band. 
1964 nahm Richie Ray mit seinem langjährigen Jugendfreund Bobby Cruz seine erste Platte auf, gemeinsam arrangiert und komponiert, damals noch unter dem Label von „Fonseca“: Comejen, mit Chivirico Dávila als Sänger und Richies Bruder Ray Maldonado an der Trompete. Ihre ersten Erfolge feierten sie mit einer Mischung aus Latin- und Mambo-Jazz und dem Boogaloo. Bobby Cruz sang ab 1965 bereits im Hintergrund mit. Der Boogaloo rückte zunehmend in den Mittelpunkt ihres musikalischen Schaffens, jetzt unter der Produktionsfirma „Alegre“. Es folgten 1966 On the Loose und im darauf folgenden Sommer Richie's Jala-Jala. Mit diesem Titel hatte er bereits internationalen Erfolg, insbesondere auch in Kolumbien und Venezuela. Die Nachfolge-Alben Jala-Jala y Boogaloo und Volumen II knüpften daran an.
Ab 1968 wurde Bobby Cruz mit Mr. Trumpet Man der Leadsänger der Gruppe. Noch unter Vertrag mit „Alegre“ stehend, nahmen sie unter dem Label von "UA Latino" (United Artists Records) die Alben Viva Ricardo und El Diferente auf, die bereits den Übergang zur Salsa markieren. Feria en Manizales, Los Dusirismos und Salsa y Control zeugen von dem neuen Musikstil. 
Parallel dazu produzierten sie unter „Alegre“ das Album Let´s Get Down To The Real Nitty Gritty. Der Titelsong Nitty Gritty fand bei den englischsprachigen Zuhörern einige Beachtung, nicht nur in den USA, sondern auch in Großbritannien.
1970 beschloss Richie Ray New York den Rücken zu kehren und einen eigenen Nachtclub in Santurce, San Juan (Puerto Rico), zu eröffnen. Der Konkurrenzdruck zwischen den vielen plötzlich aus dem Boden geschossenen Latino-Bands war ihm zu groß geworden. Es erwies sich jedoch als schwierig, allen Verpflichtungen von Auftritten im eigenen Club und den Auftritten außerhalb gerecht zu werden. Aus diesem Grund musste der Nachtclub wieder verkauft werden und Ray konzentrierte sich auf das Musikgeschäft in Puerto Rico. Dazu unterzeichneten Ray und Cruz bei „Vaya-Records“, einem Unterlabel von „Fania“. 1970 entstand El Sonido Bestial De Ricardo Ray y Bobby Cruz, die erste Veröffentlichung unter „Vaya“ und sofort ein Riesen-Erfolg. Das Album stellte dem Publikum zudem die damals 18-jährige Sängerin Viki Vimari mit dem von Ruben Blades geschriebenen Titel Guaganco Triste vor. Der Erfolg machte Vimari zur Co-Leadsängerin der Band. Zwar war 1972 das zweite Album Ricardo Ray presenta a la Vimari ein Flop, da es nur aus langsamen gefühlvollen Nummern bestand, doch 1973 besserte sich dies schlagartig mit Jammin’ Live (insbesondere dem Titelsong La Zafra).
1974, auf dem Höhepunkt ihres Erfolges, bekehrte sich Richie Ray plötzlich zum Evangelikalismus. Er selbst begründete dies später mit einer inhaltlichen Leere, die er verspürte und die zu Drogen- und Alkoholmissbrauch geführt hätte. Als „wiedergeborener Christ“ kam es zum unvermeidlichen Konflikt mit seiner Umwelt, doch seine Ehefrau und Bobby Cruz folgten ihm nur einige Monate später mit ihrer Bekehrung nach. Danach widmeten beide sich nur noch religiösen Themen. Nach ihrem Selbstverständnis erlaubte es ihnen ihre neue Religiosität nicht mehr, ihre Musik wie gewohnt weiterzuspielen. Sie reduzierten insbesondere Soli und Bläsersätze in ihren Arrangements, ohne aber die Salsa als Mittel der Glaubensverkündigung an sich aufzugeben. 1976 kam ihr letztes Gold-Album heraus: Reconstrucción, das sie 1980 im Madison Square Garden präsentierten. Die LP enthielt den Titelsong Juan en la Ciudad, der die Geschichte vom verlorenen Sohn erzählt. Trotz der christlichen Ausrichtung wurde der Song zum Hit. Es folgten weitere christliche Titel: El Rey David, Ruth, Yo soy la Zarza, Los Fariseos. Doc Cheatham kehrte 1981 bis 82 zur Band zurück und 1987 entstand Los Inconfundibles mit Sipriano.
Dennoch war es nicht mehr wie früher. Ray und Cruz hatten bereits in ihrer Anfangszeit wenig mit anderen lateinamerikanischen Künstlern zusammengearbeitet, doch nach ihrer Konversion isolierten sie sich fast vollständig. Sie lösten ihren Vertrag bei „Fania“ und Ray gründete seinen eigenen Musikverlag: „Salvation Records“. In den 1990er-Jahren übernahmen sie die Leitung verschiedener Gemeinden, wodurch sie sich immer mehr von der Musik abwandten und schließlich auch durch ihre Arbeit getrennt wurden. Ray versuchte sich zunehmend mit christlichen Liedern als Solist am Piano, wobei er diese auch selbst sang (Mi piano y yo, Más duro que antes, und Piano Praise).
1991 gab es einen vorerst letzten Auftritt der beiden am XVI Festival de la Salsa im Madison Square Garden. Danach fanden sie erst am 22. Juli 1999 wieder in einem Konzert im Coliseo Rubén Rodríguez in Bayamón, Puerto Rico, zusammen. Passend zum Comeback erschien die Doppel-CD Un sonido bestial, in der beide Epochen – die Salsa-Epoche und die christliche – einander gegenübergestellt werden. Sie spielten zwar wieder im alten Stil, jedoch umrahmten sie ihre Stücke in der Moderation immer wieder mit christlichen Botschaften.
Ihre letzte CD Lo nuevo y lo mejor (2001) ist auch wieder deutlich christlich geprägt. Neben dem Titelsong Reina de mi vida finden sich auf dieser CD vor allem viele alte Salsa-Stücke des Duos, aber jetzt mit christlichen Texten umgeschrieben. So wurde Yenyeré zu El yo-yo, Sonido bestial wurde zu Más que vencedores und Agúzate zu Arrepiéntete.
2003 setzte Ray mit El ritmo del piano seine christliche Verkündigung am Piano fort.

## Stil und Bedeutung
Richie Ray ist einer der ersten Salsa-Musiker überhaupt. Mitte der 1960er-Jahre gehörte er noch zu den Impulsgebern des Boogaloo, 1968 vollzog er den Wandel zur Salsa. Salsa y Control ist das erste Lied, das den Begriff Salsa im Titel führte und auch Salsa-Rhythmen beinhaltete (siehe auch: Eddie Palmieri).
Die damalige Band bestand aus Richie Ray selbst am Piano, dem Venezolaner Pedro Rafael Chaparro und Doc Cheatham an den Trompeten, Farnsworth (Bass), Jos „Candido“ Rodríguez (Timbales), Jackie „El Conde“ Dillomis (Conga), Harry „Bongo“ Rodríguez (Bongo) und Bobby Cruz als Sänger.  Diese Formation war zu dieser Zeit typisch für die neue Musikrichtung: die alten lateinamerikanischen Orchester wurden als zu behäbig empfunden. Die Bläsersatze wurden drastisch reduziert, meistens auf nur ein einziges (zwei- oder dreifach besetztes) Instrument und mit deutlichem Schwerpunkt auf die Percussion.
Die Biografie von Richie Ray zeichnet den nahtlosen Übergang des Boogaloo zur Salsa nach – sie macht auch deutlich, wieso sich die Salsa als neue Musikrichtung dermaßen schnell und fast gleichzeitig auch an der Karibikküste verbreiten konnte: Venezuela und Kolumbien waren Mitte der 60er-Jahre bereits Hochburgen des Boogaloo, gleichwie New York.
1970 arrangierte Ray den  Sinatra-Erfolgshit My Way neu und schrieb ihn ins Spanische zu A mi Manera um. Solche Adaptionen waren nicht ungewöhnlich in dieser Zeit. Sie leisteten einen wichtigen Beitrag zur kulturellen Identität der Lateinamerikaner in den USA. Obwohl das Lied aus heutiger Sicht eher einen kitschigen Eindruck macht, war es damals überaus populär und wurde monatelang in den Radios gespielt.
Richie Rays Meisterwerk aber ist Sonido Bestial (1970). Hier konnte Ray seine Fähigkeiten als Konservatoriums-Pianist voll entfalten: Salsa mit Klassik und Jazz – das hatte es bis dahin noch nicht gegeben und wurde auch in der Nachfolge nicht wieder erreicht. Mitten im Lied spielt Ray hier plötzlich eine Etude (opus 10 nr 12, „Revolution“) von Chopin. Wer sich der „alten Salsa“ der 70er-Jahre nähern möchte, sollte mit diesem Stück beginnen. Es gab später eine ähnliche Version von Ray, in der er klassische Motive in die Klavierimprovisation mit einfließen ließ: Gan Gan y Gon Gon (aus dem Album „1975“).
Des Weiteren machten Richie Ray und Bobby Cruz christliche Salsa-Musik salonfähig. Auch das hatte es bis dahin noch nicht gegeben: Salsa als Verkündigungsmedium christlicher Themen. Das alles überragende Stück ist hier Los Fariseos (1982): Salseros tanzen nach der perkussionierten Geschichte von Barabbas und den Pharisäern.